# Schlemihl Péter különös története
Schlemihl Péter különös története (más fordításban Schlemihl Péter csodálatos története, németül Peter Schlemihls wundersame Geschichte) a francia származású német író és botanikus, Adelbert von Chamisso 1813-ban írt meséje, a Faust-történet romantikus feldolgozása. A korabeli realisztikus környezetben játszódó mesében a romantikus ember alapélménye fejeződik ki: az, hogy mindenütt idegen.
A slemil szó jiddis nyelven olyan szerencsétlen személyt jelöl, akit önhibáján kívül üldöz a balszerencse és aki ezt élete végéig szótlanul tűri. Elképzelhető, hogy Chamisso egy berlini zsidó bankártól hallotta a nevet, de az eredeti jelentéstől eltérően használta fel. Schlemihl ugyanis olyan ember, akinek hiányzik valamije, amivel mindenki más rendelkezik. Erről Chamisso így írt a Rurik-expedícióról írt könyvének önéletrajzi jellegű bevezetőjében: 1813-ban a világ eseményei, amelyekben nem volt szabad tevékenyen részt vennem – hiszen nem volt már hazám, vagy még nem volt hazám, – többszörösen és ismételten szétzúztak, anélkül, hogy eltérítettek volna utamról. Ezen a nyáron írtam magam szórakoztatására és egy barátom gyermekeinek mulattatására a Schlemihl Péter-mesét, amelyet Németországban kedvezően fogadtak és Angliában népszerűvé vált.
A világ eseményei, amelyre Chamisso utal, a napóleoni háborúk voltak, amelyekben a Poroszországban élő francia származású író nem vehetett részt.

## Tartalma

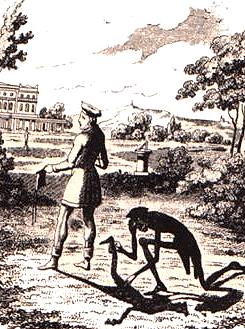
Schlemil Péter különös története, G. Cruikshank rézkarca, 1827

Egy hosszú tengeri utazást követően Schlemihl Péter megismerkedik Thomas John gazdag kereskedővel, akinek a kerti mulatságán találkozik egy különleges megjelenésű szürke úrral. Ez rábeszéli, hogy adja el neki árnyékát cserébe egy arannyal teli és kifogyhatatlan erszényért. Hamarosan azonban rá kell jönnie, hogy az árnyék hiánya teljesen kizárja őt az emberi társadalomból: amint az emberek rájönnek fogyatékosságára, félni kezdenek tőle vagy kigúnyolják. Ezért elutazik egy távoli fürdőhelyre, ahol hűséges szolgája segítségével sikerül úgy intéznie a dolgokat, hogy árnyéktalanságát ne vegyék észre.
Schlemihl beleszeret a szép Minába, azonban másik szolgája elárulja titkát. A lány apja csak akkor járul hozzá a házassághoz, ha Péter visszaszerzi az árnyékát. A szürke ember ismét megjelenik, és kiderül valódi természete: ő maga az ördög, és kész visszaadni az árnyékot Péter lelkéért cserébe. Schlemihl megpróbál elmenekülni előle, de hiába. Az ördög is hiába próbálja meggyőzni Pétert, aki a kifogyhatatlan erszényt bedobja egy szakadékba. Schlemihl utolsó pénzével egy pár ócska csizmát vásárol, amely hétmérföldes csizmának bizonyul. Életének hátralevő részét magányosan tölti, idejét a természettudományoknak szentelve.

## Feldolgozásai
Jacques Offenbach Hoffmann meséi című operájában felhasználja az árnyék nélküli ember motívumát. Ebben Schlemihl a főhős riválisaként lép fel.
August Brunetti-Pisano operát írt „Peter Schlemihl” címmel.
Hans Christian Andersen Az árnyék című meséjében, amelyben egy tudós elveszti az árnyékát, öniróniával utal Schlemihl történetére: „Mérgelődött a tudós, nem is annyira amiatt, hogy eltűnt az árnyéka, sokkal inkább azért, mert jól tudta, hogy már van egy történet egy árnyék nélküli férfiról, melyet hazájában, a hideg országban mindenki ismer, s hogyha hazatérte után ő is elmeséli a magáét, azt mondják majd, hogy azt utánozza, ami cseppet sem hiányzott neki.”
1940-ben Jevgenyij Svarc az Andersen-mese cselekményét folytatva, mesedarabot írt Az árnyék címmel, amelyben a tudós összetalálkozik önálló életre kelt és magas rangra jutott árnyékával. A gazdátlanná vált árnyék a hőse Székely János Az árnyék című 1967-ben írt humanista alapgondolatú elbeszélésének.

## Magyarul
- Schlemihl Péter csodálatos története; ford., bev. Kormos Alfréd; Érdekes Könyvtár, Bp., 1894 (Érdekes könyvtár)
- Slemil Péter csodálatos históriája; ford. Tamás Viktor; Fejérmegyei Napló, Székesfehérvár, 1912
- Schlemihl Péter csodálatos története; ford. Turóczi József; Athenaeum, Bp., 1921 (Modern könyvtár)
- Schlemihl Péter csodálatos története; ford. Bálint Lajos; Genius, Bp., 1921
- Slemil Péter csodálatos története; ford. Benedek György, Officina, Bp., 1941 (Officina könyvtár)
- Peter Schlemihl különös története; ford., utószó Turóczi-Trostler József, jegyz. Komor Ilona; Magyar Helikon, Bp., 1961

## Fordítás
- Ez a szócikk részben vagy egészben a Peter Schlemihls wundersame Geschichte című német Wikipédia-szócikk ezen változatának fordításán alapul.  Az eredeti cikk szerkesztőit annak laptörténete sorolja fel. Ez a jelzés csupán a megfogalmazás eredetét és a szerzői jogokat jelzi, nem szolgál a cikkben szereplő információk forrásmegjelöléseként.